# Сид (Final Fantasy)
Сид (яп. シド Сидо) — персонаж, появляющийся почти во всех видеоиграх серии Final Fantasy. Обычно его роль заключается в предоставлении героям средства передвижения (чаще всего в виде воздушного корабля) по ходу игры. Сид обычно представлен как инженер или учёный. Во второй игре серии он дружит с женщиной по имени Хильда, и имеет близкие отношения с женщинами с таким же именем в девятой и одиннадцатой частях. В пятой части игры у него есть внук по имени Мид. Создатели игры сказали, что Сид является аналогом Йоды для мира Final Fantasy, направляя героев по ходу их путешествия. 

## Сид из Люфении —Final Fantasy
В этой игре Сид не упоминался, однако в позднейших переизданиях — Final Fantasy Origins для PS1 и Final Fantasy I&II: Dawn of Souls он упоминается как создатель единственного в мире воздушного корабля, живший за несколько столетий до событий игры. Также присутствует в играх Dissidia: Final Fantasy и Dissidia 012 Final Fantasy.

## Сид —Final Fantasy II
Сид — изобретатель воздушного корабля. Эту идею взяла на вооружение Паламецийская Империя и создала свой воздушный флот, включая гигантский летающий Дредноут. Сам Сид жил в деревушке Пофт (Poft) и на собственном кораблике оказывал услуги «воздушного такси», естественно, не бесплатно. Сид же придумал план, как уничтожить Дредноут. Сид погиб в вызванном Императором смерче, но перед смертью завещал свой корабль повстанцам.

## Сид Хейз —Final Fantasy III
Сид Хейз (Haze) — изобретатель с Парящего Континента, создатель воздушных кораблей. Он был пойман в ловушку Джинна в деревне Казус (Kazus) и превратился в привидение. Героям помогает в благодарность за своё спасение и исцеление его больной жены.

## Сид Поллендина —Final Fantasy IV
Сид Поллендина (Pollendina) — игровой персонаж, механик и изобретатель (включая воздушный корабль Энтерпрайз (Enterprize)), жил вместе со своей дочерью в королевстве Барон (Baron). Конструировал боевые воздушные корабли для королевского флота. Друг главного героя — Сесила, за попытку его защитить перед лицом лжекороля был посажен в тюрьму, но был освобожден героями. При попытке прорваться в Подземелье прыгнул в ведущий вниз кратер верхом на бомбе. Каким-то образом выжил и восстановил для героев древний воздушный корабль Сокол (Falcon), а затем модернизировал его. В Final Fantasy IV After Years у него есть внук Мид.

## Сид Превия —Final Fantasy V
Сид Превия (Previa) — учёный и изобретатель из города Карнак (Karnak). Создал корабль-Огнеход (Fire Ship). Был обвинен в разрушении кристалла и посажен в тюрьму, выбрался оттуда с помощью героев. У него есть внук Мид, тоже изобретатель. Вместе они восстанавливают древний воздушный корабль, поднятый со дна океана.

## Сид дель Норте Маргес —Final Fantasy VI
Сид дель Норте Маргес (Cid del Norte Marguez) — учёный из Империи. Он изучал древних существ — Эсперов и открыл возможность использовать их силы в машинах — так появились Магитеки (Magitek). Сам Сид по наивности не представлял, для чего используется его работа, и продолжал конструировать оружие для Империи. Близок имперскому генералу Селес Шер, она называла его 'дедушкой'. После конца света, в Мире Руин, Сид жил в домике на островке и заботился о Селес. От действий игрока зависит, умрет ли заболевший Сид или останется в живых.

## Сид Хайвинд —Final Fantasy VII
Сид Хайвинд (Highwind) — игровой персонаж, инженер из Ракетного Города (Rocket Town). Постоянно курит и крайне невоздержан на язык. Работал на компанию «Син-Ра», построил для неё воздушный корабль Хайвинд (Highwind). Должен был стать первым космонавтом и отправиться в космос на ракете Shinra No.26, однако сам расстроил пуск, спасая свою бывшую невесту Шеру (Shera). Построил самолет Тайни Бронко (Tiny Bronco). Герои и президент компании «Син-Ра» одновременно пытаются одолжить у него самолет, после чего 'Тайни Бронко' превращается в водоплавающее транспортное средство. После угона воздушного корабля Сид возглавляет его команду.
Сид Хайвинд также присутствует в Dirge of Cerberus: Final Fantasy VII и в играх серии Kingdom Hearts.

## Сид Крамер —Final Fantasy VIII
Сид Крамер (Kramer) — директор военной академии Сад Баламб (Balamb Garden), тихий, мягкий и довольно плохо приспособленный к этой должности человек. Муж колдуньи Эдеи и её рыцарь. Вместе они содержали приют, а потом создали Сады на деньги Магистра НОРГа (Magister NORG). До того момента, когда Ультимеция оставляет тело Эдеи, Сид и его жена находятся по разные стороны баррикад. После неудачной попытки убийства Эдеи НОРГ пытается устроить в Саду переворот, приказав курсантам убить Сида; однако герои защищают его. В конце концов Сид уходит на покой и уединяется с Эдеей в бывшем приюте, оставив управление Садом главному герою.

## Сид Фабул IX —Final Fantasy IX
Сид Фабул IX (Fabool) — правитель (регент) города-государства Линдблюм (Lindblum). Сын регента Сида Фабула VIII, создателя воздушных кораблей, работающих на Мгле (Mist) — впрочем, и сам гениальный изобретатель и создает паровой воздушный корабль Хильда Гарде (Hilda Garde). В ходе игры претерпевает удивительные метаморфозы: его жена Хильда в приступе ревности превратила его в жука-оглопа (oglop) и сбежала на экспериментальной модели корабля. При попытке героев снять проклятие Сид превращается в лягушку. Только под конец игры он возвращается в человеческий облик.

## Сид —Final Fantasy X
Сид из FFX принадлежит к расе Аль-Бжед (и является их лидером), которые в отличие от всех остальных рас в мире Спира, пытаются спасти этот самый мир от монстра Sin’a (грех) не при помощи магии, а при помощи техники. После атаки Евона на Дом Аль-Бжедцев, Сид вместе с командой покидает место аварии на Воздушном корабле (Airship). Так же, он является отцом Рикку и дядей Юны.

## Сид —Final Fantasy XI
В Final Fantasy XI Сид — главный инженер республики Басток, но является создателем воздушных кораблей и играет важную роль в игровых миссиях и квестах.

## Доктор Сидольфус Демен Бунанза —Final Fantasy XII
Учёный, изучающий силу кристалла Nethicite (Нефицит). После поездки Сида в Гирувеган, Венат — представитель божественной расы Оккурия, захватил его тело, Сид стал злым и одержимым исследованием кристаллов. Впоследствии начал помогать Вэйну в разработке искусственного кристалла. Данный Сид является первым в серии антагонистом среди Сидов.

## Сид Рэйнес —Final Fantasy XIII
Сид Рэйнес (Raines) — бригадный генерал армии Санктума, который в глубине души не доверяет своему правительству. Сид Рэйнес является самым молодым из всех Сидов в основной серии игр Final Fantasy.

## Сид Софьяр —Final Fantasy XV
Сид Софьяр вместе со своей внучкой Сидни владеет гаражом Хаммерхэд.

## Граф Сидольфас Орландо —Final Fantasy Tactics
Граф Сидольфас Орландо (count Cidolfas Orlandu), он же Громовик Сид (T.G.Cid — Thundergod Cid) — правитель графства Зельтения (Zeltennia), глава рыцарского ордена Нантен (Nanten) и сам могучий рыцарь. Возглавлял в Войне Львов армию принца Голтаны. Из-за интриг Делиты был обвинен в заговоре против сюзерена, был спасен из тюрьмы героями и присоединился к ним.

## Верховный Судья Сид Рэнделл —Final Fantasy Tactics Advance
Верховный Судья Сид Рэнделл (Cid Randell), в реальном мире — отец Мьюта (Mewt), неудачник, после смерти жены пребывающий в постоянной депрессии. Однако в Ивалисе он превращается в Верховного Судью (Judgemaster), самого сильного воина в стране, пользуется огромным влиянием и ставит закон превыше всего, даже выше жизней своего сына и «жены» — королевы Ремеди. Его можно заполучить в отряд, выполнив все 300 квестов.

## Сид —Final Fantasy Tactics A2: Grimoire of the Rift
Союзник главного героя. Именно он нашёл его в лесу после перемещения в этот мир.

## Доктор Сид —Final Fantasy: The Spirits Within
Доктор Сид (Doctor Sid) — гениальный учёный, открывший возможность использования био-энергии. Именно благодаря его открытиям в фильме действуют энергопаки, лучевое оружие и силовые щиты вокруг городов. По традиции он входил в совет Барьерного Города Нью-Йорк, но там его недолюбливали из-за увлечения Сида теорией Геи. Сид создал проект по избавлению Земли от фантомов через сбор духов, в чём ему помогала его ученица Аки Росс.

## Сид —Final Fantasy: Unlimited
Молодой изобретатель внутреннего мира, который когда-то создал Поезд, куски этого самого мира объединивший. В настоящее время работает с повстанцами и о своём прошлом не говорит.